# Gare de Martres-de-Rivière
La gare de Martres-de-Rivière est une ancienne gare ferroviaire française de la ligne de Toulouse à Bayonne, située sur le territoire de la commune de Martres-de-Rivière, dans le département de Haute-Garonne en région Occitanie. 
Elle est mise en service en 1862 par la Compagnie des chemins de fer du Midi et du Canal latéral à la Garonne et fermée au XXe siècle.

## Situation ferroviaire
Établie à 399 mètres d'altitude, la gare de Martres-de-Rivière est située au point kilométrique (PK) 97,560 de la ligne de Toulouse à Bayonne, entre les gares de Saint-Gaudens et de Montréjeau - Gourdan-Polignan. 

## Histoire
La halte de Martres-de-Rivière est mise en service le 9 juin 1862 par la Compagnie des chemins de fer du Midi et du Canal latéral à la Garonne lorsqu'elle ouvre la section de Portet-Saint-Simon à Montréjeau, qui permet la circulation des trains depuis Toulouse. C'est l'une des 14 stations prévues entre Toulouse et Montréjeau mais du fait d'un retard dans la construction des stations, la compagnie a ouvert une simple halte pour les voyageurs sans bagages.
Le projet des constructions de la station est approuvé le 22 mars 1865.
Elle est fermée dans la deuxième partie du XXe siècle par la Société nationale des chemins de fer français (SNCF).

## Patrimoine ferroviaire
Il n'y a plus de traces de l'ancienne gare depuis la destruction de l'ancienne petite halle à marchandises en bois en 1994.